# Macratria sabahense
Macratria sabahense is een keversoort uit de familie snoerhalskevers (Anthicidae). De wetenschappelijke naam van de soort is voor het eerst geldig gepubliceerd in 2004 door Telnov.